# Концерт для скрипки с оркестром № 1 (Паганини)
Концерт для скрипки с оркестром № 1, соч. 6 — концерт Никколо Паганини, вероятно создан между 1817 и 1818 годами.

## Структура
Концерт состоит из трёх частей:
1. Allegro maestoso — Tempo giusto (Ре мажор)
2. Adagio (начало — Си минор, конец — Си мажор)
3. Rondo. Allegro spirituoso — Un poco più presto (Ре мажор)

Продолжительность звучания — около 38 минут.

## Состав оркестра
Деревянные духовые
1 Flauto

2 Oboi

2 Clarinetti

1 Fagotti
Медные духовые
2 Corni

2 Trombi

1 Trombone
Струнные